# Bygrowers
 Der er for få eller ingen kildehenvisninger i denne artikel, hvilket er et problem. Du kan hjælpe ved at angive troværdige kilder til de påstande, som fremføres i artiklen.
Bygrowers A/S er en dansk producent af Kalanchoe-, Calandiva-, Poinsettia- og Osteospermumplanter, der er lokaliseret i Fraugde-Kærby øst for Odense. I 2023 havde de ca. 150 ansatte. De producerer 26 forskellige slags planter i Deres væksthusgartneri på 215.000 m2. Bygrowers blev etableret i 2013 efter en fusion mellem gartnerierne Kærby og Abildgaard. Virksomheden ejes i dag af Nicolai Abildgaard.